# Кириккудик (Панфіловський район)
Кириккуди́к (каз. Қырыққұдық) — село у складі Панфіловського району Жетисуської області Казахстану. Входить до складу Улькеншиганського сільського округу.
До 2008 року село називалось Жаркент, в радянські часи — Бригада № 1.
Населення — 1771 особа (2021; 1750 у 2009, 1645 у 1999, у 1989).